# 1986 QY
1986 QY är en asteroid i huvudbältet som upptäcktes den 26 augusti 1986 av den belgiske astronomen Henri Debehogne vid La Silla-observatoriet.
Den tillhör asteroidgruppen Merxia.